# Гринвил (Кентаки)
Гринвил (енгл. Greenville) град је у америчкој савезној држави Кентаки.

## Демографија
По попису из 2010. године број становника је 4.312, што је 86 (-2,0%) становника мање него 2000. године.
| Група             | 2000.         | 2010.         |
| Белци             | 3.944 (89,7%) | 3.884 (90,1%) |
| Афроамериканци    | 385 (8,8%)    | 322 (7,5%)    |
| Азијати           | 4 (0,1%)      | 7 (0,2%)      |
| Хиспаноамериканци | 13 (0,3%)     | 41 (1,0%)     |
| Укупно            | 4.398         | 4.312         |